# Белый шар
Белый шар (перс. بادکنک سفيد‎) — иранский фильм 1995 года режиссера Джафара Панахи, снятый по сценарию Аббаса Киаростами. Это первая полнометражная лента Панахи как режиссера. Фильм получил немало критических отзывов и многочисленные награды на международных кинофестивалях по всему миру, включая «Золотую камеру» на Каннском кинофестивале 1995 года. Кинокартина стала одной из 50 лучших семейных фильмов всех времен в списке «Гардиан». Фильм входит в список 50 фильмов по версии Британского института кино, которые вы должны просмотреть до 14 лет.
Фильм был кандидатом от Ирана на премию «Оскар» в категории лучший фильм на иностранном языке, но не попал в шорт-лист номинации. Правительство Ирана безуспешно пыталось снять с конкурса этот фильм, но получило отказ.

## Сюжет
Канун иранского Нового года. Фильм открывается тегеранским рынком, где семилетняя Разие и ее мать покупают товары. Разие видит золотую рыбку в магазине и начинает уговаривать маму, которая спешила, купить её вместо тощих рыбок в домашнем пруду. Почти все главные герои фильма на короткий промежуток времени появляются на этой рыночной сцене, хотя они будут представлены зрителю позже. На пути домой мать и дочь проходят через двор, где собралась толпа мужчин, чтобы посмотреть на двух заклинателей змей. Разие хочет увидеть, что происходит, но мать оттаскивает дочь, говоря ей, что нехорошо наблюдать за этим.
Вернувшись домой, Разие расстроена отказом матери позволить ей купить новую золотую рыбку и продолжает канючить. Ее старший брат Али возвращается с покупок для своего отца, которого не показывают, но его присутствие ощущается, она вызывает напряжение в семье. Папа жалуется, что попросил шампунь, а не мыло, а потом бросает мыло в сына. Али идет по шампунь, а когда возвращается, Разие заручается его помощью, чтобы изменить мнение матери о золотой рыбке, подкупив его воздушным шариком. Настаивая, что она может купить золотую рыбку на рынке за 100 туманов («Ты сумасшедшая», — говорит ей Али, замечая, что он может посмотреть два фильма за эти деньги), Разие всё же получает желаемое: мать дает последние 500 туманов и просит вернуть сдачу. Девочка отправляется с пустой стеклянной банкой до рыбного магазина в нескольких кварталах от её дома.
На пути к магазину Разие умудряется дважды потерять деньги: сначала она сталкивается с заклинателями змей, а потом роняет деньги за решетку у входа в магазин, который был закрыт на празднование Нового года.
Брат и сестра делают несколько попыток достать деньги, потом обращаются за помощью к взрослым, в частности владельцам соседних магазинов, иранскому солдату. Однако купюра так и остаётся недостижимой. Им помогает молодой афганский уличный торговец воздушных шариков. У него остаётся лишь один белый шар. Группа прикрепляет кусок жевательной резинки с одного конца палочки для шариков, протаскивает её за решетку и вытягивает деньги.
Фильм заканчивается показом не Али и Разие, а молодого афганского мальчика, который стал важным персонажем только в конце фильма.